# 兄弟鬥爭
《BROTHERS CONFLICT》，是由葉瀨敦子企劃、水野隆志編寫的日本多媒體作品，原作為小說形式於雜誌電擊SYLPH連載，並改編為遊戲及2013年7月2日開始播放的電視動畫。人物設定者為宇多所（ウダジョ）。

## 故事簡介
朝日奈繪麻是一個普通的女高中生，她的父親與愛人再婚，因為繼母擁有十三個兒子，所以朝日奈繪麻突然成為家中唯一的女兒。因父親與繼母在外工作繁忙，而與兄弟一同住在私家公寓，展開一場兄弟鬥爭。

## 登場人物

### 主要角色
朝日奈 繪麻（聲：佐藤利奈）
本作主角。遊戲版本可更改名字，配音員出現於電視動畫版（未出現於廣播劇和遊戲）。
年龄：1993年7月2日、16（1st）到18歲（2nd）
學歷：高中生（1st）到大學生（2nd）
就读于東京飯田橋「国立陽出高中」的16岁女孩，現就讀於明慈大學的商學部。
自小沒有母親，又由於父親大多外出冒险，经常一个人生活，很渴望家人的爱。
由于父亲的再婚，入住朝日奈家公寓「Sunrise Residence」，並自舊姓「日向」改從繼母姓「朝日奈」。
性格乖巧，擅长料理。在朝日奈家中和右京共事家務。意外地熱衷於恐怖射擊遊戲。
動畫登場話數：第1-12.5話
朱利（聲：神谷浩史）
日向繪麻的雄性寵物松鼠，脖子上有個大大的蝴蝶結，目前只有繪麻跟琉生能和他溝通。稱呼繪麻「小千」。
從日向繪麻出生就常相左右。十分擔心繪麻進入朝日奈家會被眾多的兄弟性騷擾，誓死要保護繪麻。
動畫登場話數：第1-12.5話

### 朝日奈兄弟
朝日奈雅臣（聲：興津和幸）
出生日期：1979年4月24日(31歲~33歲)
血型：O型
職業：小兒科醫生
身高：179cm
朝日奈家長男。褐色短捲髮。待人亲切。
性格温柔喜欢小孩子，是个口碑很好的医生。經常為小兒科病患準備糖果、貼紙與兔子玩偶讓他們開心。
虽然是個醫生卻怕見血，有着天然呆的一面。
对老么彌寵愛有加。
動畫登場話數：第1-12話
朝日奈右京（聲：平川大輔）
出生日期：1981年12月3日(29歲~31歲)
血型：AB型
職業：律師
身高：182cm
朝日奈家次男。金髮碧眼，戴細框眼鏡，走英倫紳士風格。
擅長料理，在家中擔任媽媽的角色。對於大家把焦點都轉向日向繪麻感到有些失落。
一邊當律師同時操持家事又擔心著弟弟們的學習。性格認真有著死心眼的一面。
動畫登場話數：第1-5、7-12話
朝日奈要（聲：諏訪部順一）
出生日期：1983年5月28日(27歲~29歲)
血型：O型
職業：僧侶、男公關
身高：185cm
朝日奈家三男。金髮。是兄弟们之中最受欢迎的一个。
同時兼差男公關的破天荒和尚，在俱樂部「Club Buddha」以"要仁"的花名活躍。
喜歡拈花惹草，擅長察言觀色。總是喜歡調戲日向繪麻，卻也疼愛著她。
在小说23话为了修行暂时离开了家中，2nd之后于29话重新登场。
動畫登場話數：第1-4、6-12話
朝日奈光（聲：岡本信彥）
出生日期：1984年8月1日(26歲~28歲)
血型：O型
職業：小說家
身高：175cm
朝日奈家四男。栗色長髮，外表如同女人，喜愛女裝。在小说11话中登场。
职业是暗黑小说家，筆名「朝川光流」。为了进一步的了解犯人的心理，現時前往義大利潛入黑手黨。
女装是为了更好接近男性犯罪者才穿上的。
不習慣冷氣房。
觀察力和洞悉能力都很敏銳。
動畫登場話數：第3-7、10-12話
朝日奈椿（聲：鈴村健一）
出生日期：1985年12月31日(24歲~26歲)
血型：A型
職業：聲優
身高：176cm
朝日奈家五男，銀白色頭髮遮住右眼。其左眼下方有顆淚痣。
職業聲優，本身是動漫畫與遊戲的"御宅族"，因為嚮往喜歡的機器人動畫，高中畢業就進入聲優公司受訓。
非常喜欢梓，常常和他形影不离。
是個「妹控」，因为家中都是兄弟所以一直很希望有一个妹妹。
性格灑脫喜欢恶作剧，经常和要戲弄比較純情的昴和侑介。
動畫登場話數：第1-8、11-12.5話
朝日奈梓（聲：鳥海浩輔）
出生日期：1985年12月31日(24歲~26歲)
血型：A型
職業：聲優
身高：176cm
朝日奈家六男。和五男椿是同卵雙生。黑色頭髮遮住左眼，戴黑框眼鏡。其右眼下方有顆淚痣。
在兄弟中跟椿關係最好，大學畢業後也追隨椿當起聲優，但業界評價中實力在椿之上（尤其指演技方面）。
富有常識性格冷静，是容易激動的椿的煞車器，但反而很少考慮自己的事，曾因工作太過勞累而昏倒。
雖是凡事都能夠輕鬆應對的天才型，但是對任何事情都不能做得長久。
動畫登場話數：第1-8、10-12.5話
朝日奈棗（聲：前野智昭）
出生日期：1986年1月1日(23歲~25歲)
血型：A型
職業：在大型遊戲公司任職的上班族
身高：176cm
朝日奈家七男。橙金色短髮。和椿跟梓是同胎但異卵生的三胞胎末子。嘴唇下方有顆痣。
搬出家裡到遊戲公司上班，是繪麻喜歡的遊戲開發人員之一，因為椿刻意隱瞞，因此直到母親再婚當天才認識妹妹日向繪麻。對於繪麻時常展現身為哥哥關心的一面。
學生時代是體育特優生但因故退出體壇，因此十分关注昴的篮球进展。
重度路癡。
非常喜愛貓，在自家公寓有飼養兩隻貓「椿」和「梓」。
動畫登場話數：第3-6、8-12.5話
朝日奈琉生（聲：武內健）
出生日期：1989年2月22日(21歲~23歲)
血型：B型
職業：美容師
身高：174cm
朝日奈家八男。米白色半長捲髮。獨樹一格的人氣美容师。时常发呆，不知道他在想些什么。是法國混血。
是除了繪麻以外，唯一可以和朱利对话的人。和朱利約定會保護繪麻。成立「小千保護協會」。
實為兩歲時被美和從孤兒院帶回的養子，包括昴在內之後出生的弟弟們都對此不知情。
動畫登場話數：第1-3、6、8-9、11-12話
朝日奈昴（聲：小野大輔）
出生日期：1990年9月21日(20歲~22歲)
血型：O型
職業：大學生 → 職業籃球運動員
身高：183cm
朝日奈家九男。黑灰色短髮。
就讀於私立明慈大学，是體育推薦入學的特優生，篮球部部员。
性格直爽但純情，對女生完全没有免疫力，在繪麻面前容易感到害羞，但也因此採取曖昧逃避的态度。
後獲得九州職業籃球隊的邀請，在聽了日向繪麻的話後考慮加入。
幼年很黏棗
動畫登場話數：第1-6、9-12.5話
朝日奈祈織（聲：浪川大輔）
出生日期：1992年4月17日(18歲~20歲)
血型：A型
職業：大學生
身高：175cm
朝日奈家十男。灰色捲髮，頭頂有根呆毛。在私立名门教会学校「布莱特圣多丽亚学院」上学，是被附近几所学校的女生所熟知的文武双全的美男子。
在女生裡有着很高的人氣，为人很绅士，對日向繪麻非常亲切。
特別愛護庭園的花，也時常會送花給日向繪麻。
在2nd中拒絕了國立大學入學申請，進入私立城智大学就讀。
動畫登場話數：第1-3、5-6、8-9、11-12話
朝日奈侑介（聲：細谷佳正）
出生日期：1994年3月31日(16歲~18歲)
血型：O型
職業：高中生 → 大學生
身高：174cm
朝日奈家十一男。紅色頭髮，脖子旁繫著兩條小辮子。和日向繪麻是同班同學。
一年級時就對當初不同班的日向繪麻一見鍾情，也因为日向繪麻成為家人感到很混亂。
虽然外表招摇但是性格硬朗，很有正義感。
成績很糟，但2nd中高中毕业仍努力和繪麻一同考上了私立明慈大學的商學部。
在2nd中已成為小千保護協會的其中一員。
動畫登場話數：第1-4、6-12.5話
朝日奈風斗（聲：KENN）
出生日期：1995年7月7日(15歲~17歲)
血型：B型
職業：歌手
身高：173cm → 176cm
朝日奈家十二男。栗色捲髮，配上黃色髮夾。中學三年級（2nd中升學入陽出高中），是人氣偶像團體「fortte」成員。藝名「朝倉風斗」。
因为从小在演艺圈里活跃的关系，個性很成熟獨立。
和外表不符的超級毒舌和惡劣，经常调戏繪麻。
梓認為他在歌唱方面還不夠專精，目前志向於戲劇演出。
動畫登場話數：第1(電視上)、2-3、6-7、10-12.5話
朝日奈彌（聲：梶裕貴）
出生日期：2000年1月3日(10歲~12歲)
血型：O型
職業：小學生
身高：143cm → 150cm
朝日奈家十三男。粉色短髮,外表十分可爱。「朝日奈家的良心」，天真无邪的小学生。家中最小的孩子，是个爱撒娇的爱哭鬼。
十分喜愛姊姊日向繪麻與長男雅臣，最重要的寶物是雅臣親手製的初代青色兔子布偶。
2nd裡小學畢業後升入了名門·布莱特圣多丽亚学院學院初中部。
成績很好，念書運動都喜歡，唯一不會游泳。
動畫登場話數：第1-3、5-12話

### 其他角色
日向麟太郎（聲：寺杣昌紀）
繪麻的父親，實為繪麻的養父。是個冒險家，經常不在家。
動畫登場話數：第3、9(回憶)話
朝日奈美和（聲：井上喜久子）
繪麻的繼母，十三個兄弟的母親。在東京吉祥寺經營連鎖製衣公司，亦是忙於工作鮮少回家。為自家孩子建造公寓「Sunrise Residence」供其居住。
動畫登場話數：第3、9(回憶)話

## 出版作品

### 單行本
| 集數                         | ASCII Media Works | ASCII Media Works      | 台灣角川       | 台灣角川               |
| 集數                         | 發售日期          | ISBN                   | 發售日期       | ISBN                   |
| ---------------------------- | ----------------- | ---------------------- | -------------- | ---------------------- |
| 1                            | 2010年12月22日    | ISBN 978-4-04-870194-5 | 2015年8月6日   | ISBN 978-986-366-336-2 |
| 2                            | 2011年4月22日     | ISBN 978-4-04-870484-7 | 2015年8月6日   | ISBN 978-986-366-337-9 |
| 3                            | 2011年9月22日     | ISBN 978-4-04-870889-0 | 2015年12月18日 | ISBN 978-986-366-772-8 |
| 4                            | 2011年11月22日    | ISBN 978-4-04-870975-0 | 2015年12月18日 | ISBN 978-986-366-773-5 |
| 5                            | 2012年1月21日     | ISBN 978-4-04-886289-9 | 2016年5月30日  | ISBN 978-986-473-074-2 |
| 6                            | 2012年3月22日     | ISBN 978-4-04-886500-5 | 2016年5月30日  | ISBN 978-986-473-077-3 |
| 7                            | 2012年7月21日     | ISBN 978-4-04-886719-1 | 2016年5月30日  | ISBN 978-986-473-084-1 |
| BROTHERS CONFLICT 2nd SEASON |                   |                        |                |                        |
| 1                            | 2013年1月22日     | ISBN 978-4-04-891292-1 | 2018年4月18日  | ISBN 978-957-564-096-5 |
| 2                            | 2013年6月22日     | ISBN 978-4-04-891786-5 | 2018年4月18日  | ISBN 978-957-564-097-2 |
| 3                            | 2013年8月22日     | ISBN 978-4-04-891789-6 | 2018年4月18日  | ISBN 978-957-564-147-4 |
| 4                            | 2013年11月22日    | ISBN 978-4-04-866102-7 | 2018年4月18日  | ISBN 978-957-564-148-1 |
| 5                            | 2014年2月22日     | ISBN 978-4-04-866255-0 | 2018年4月18日  | ISBN 978-957-564-149-8 |

### 短集篇
BROTHERS CONFLICT feat.Natsume
| 集數 | ASCII Media Works | ASCII Media Works      | 台灣角川      | 台灣角川               |
| 集數 | 發售日期          | ISBN                   | 發售日期      | ISBN                   |
| ---- | ----------------- | ---------------------- | ------------- | ---------------------- |
| 1    | 2013年7月22日     | ISBN 978-4-04-891787-2 | 2014年5月27日 | ISBN 978-986-325-942-8 |
| 2    | 2014年2月22日     | ISBN 978-4-04-866254-3 | 2015年5月21日 | ISBN 978-986-366-439-0 |

| 書名                                           | ASCII Media Works | ASCII Media Works      | 台灣角川      | 台灣角川               |
| 書名                                           | 發售日期          | ISBN                   | 發售日期      | ISBN                   |
| ---------------------------------------------- | ----------------- | ---------------------- | ------------- | ---------------------- |
| BROTHERS CONFLICT Short Stories                | 2013年2月22日     | ISBN 978-4-04-891294-5 |               |                        |
| BROTHERS CONFLICT feat.Tsubaki＆Azusa          | 2013年7月22日     | ISBN 978-4-04-891788-9 | 2014年7月19日 | ISBN 978-986-366-067-5 |
| BROTHERS CONFLICT feat.Yusuke&Futo             | 2014年1月22日     | ISBN 978-4-04-866253-6 |               |                        |
| BROTHERS CONFLICT 13Bros.MANIAX                | 2014年2月22日     | ISBN 978-4-04-866346-5 |               |                        |
| BROTHERS CONFLICT 13Bros.COLLECTION            | 2014年12月22日    | ISBN 978-4-04-869125-3 |               |                        |
| BROTHERS CONFLICT アンソロジー Beloved Blue    | 2015年3月20日     | ISBN 978-4-04-869281-6 |               |                        |
| BROTHERS CONFLICT アンソロジー Perfect Pink    | 2015年3月20日     | ISBN 978-4-04-869283-0 |               |                        |
| BROTHERS CONFLICT 一緒に桃色湯けむりロマンスを | 2016年4月22日     | ISBN 978-4-04-865893-5 |               |                        |

| 集數                                  | ASCII Media Works | ASCII Media Works      | 東立         | 東立                   |
| 集數                                  | 發售日期          | ISBN                   | 發售日期     | ISBN                   |
| ------------------------------------- | ----------------- | ---------------------- | ------------ | ---------------------- |
| ぶらざーず こんふりくと ぷるぷる（1） | 2013年4月22日     | ISBN 978-4-04-891619-6 | 2015年8月7日 | ISBN 978-986-382-040-6 |
| ぶらざーず こんふりくと ぷるぷる（2） | 2013年9月21日     | ISBN 978-4-04-891790-2 | 2015年8月7日 | ISBN 978-986-382-041-3 |

ぶらざーず こんふりくと ぷるぷる ぷるる
| 集數 | ASCII Media Works | ASCII Media Works      |
| 集數 | 發售日期          | ISBN                   |
| ---- | ----------------- | ---------------------- |
| 1    | 2014年7月22日     | ISBN 978-4-04-866714-2 |

## 動畫
2013年7月開始播放。
于2014年12月发售了OVA第一卷，2015年2月发售了OVA第二卷。

### 工作人員
- 原作 - ウダジョ、水野隆志、叶瀨あつこ
- 監督 - 松本淳
- 監督補佐 - 金子伸吾
- 系列構成 - 高橋奈津子
- 角色原案 - ウダジョ
- 角色設計、總作畫監督 - 石井久美
- 美術監督 - 倉本章
- 色彩設計 - 辻田邦夫
- 攝影監督 - 荻原猛夫
- 編輯 - 內田惠
- CG監督 - 神林憲和
- 音響監督 - 山田陽
- 音響效果 - 和田俊也
- 音樂 - 中塚武
- 監製 - 杉本美佳、稻葉三惠、佐藤健二、金庭こず惠、山崎史紀、山崎明日香
- チーフ監製 - 小倉充俊、江口聰
- 動畫監製 - 常葉みどり
- 動畫製作 - Brain's Base
- 製作 - 「BROTHERS CONFLICT」製作委員会（Geneon Universal、ASCII Media Works、Movic、Showgate、DAX International、AT-X）

### 主題歌

#### 电视动画
片頭曲「BELOVED×SURVIVAL」
作詞 - 六ツ見純代／作曲、編曲 - HoneyWorks／歌 - Gero
片尾曲「14 to 1」
作詞 - 熊野清美／作曲、編曲 - C.G.mix／歌 - ASAHINA Bros.+JULI［雅臣（興津和幸）、右京（平川大輔）、要（諏訪部順一）、光（岡本信彥）、椿（鈴村健一）、梓（鳥海浩輔）、棗（前野智昭）、琉生（武內健）、昴（小野大輔）、祈織（浪川大輔）、侑介（細谷佳正）、風斗（KENN）、彌（梶裕貴）、朱利（神谷浩史）］
插入曲「GET READY TONIGHT！」（第1話、第10話）
歌 - 風斗（CV.KENN）
插入曲「名もなき星～Silent Stars～」﹝第11話﹞
作詞 - 六ツ見純代／作曲、編曲 - 黒須克彥／歌 - Gero

#### OVA主題歌
片頭曲「MY SWEET HEAVEN♂♀」
作詞 - 六ツ見純代／作曲、編曲 - HoneyWorks／歌 - Gero
片尾曲「I LOVE YOUが聞こえない」
作詞 - くまのきよみ／作曲、編曲 - C.G.mix／歌 - ASAHINA Bros.+JULI［雅臣（興津和幸）、右京（平川大輔）、要（諏訪部順一）、光（岡本信彥）、椿（鈴村健一）、梓（鳥海浩輔）、棗（前野智昭）、琉生（武內健）、昴（小野大輔）、祈織（浪川大輔）、侑介（細谷佳正）、風斗（KENN）、彌（梶裕貴）、朱利（神谷浩史）］

### 各話列表
| 話數          | 日文標題 | 中文標題 | 劇本         | 分鏡                      | 演出     | 作畫監督                                                   |
| 电视动画      | 电视动画 | 电视动画 | 电视动画     | 电视动画                  | 电视动画 | 电视动画                                                   |
| ------------- | -------- | -------- | ------------ | ------------------------- | -------- | ---------------------------------------------------------- |
| 第一衝突      |          | 兄弟     | 高橋奈津子   | 松本淳                    | 金子伸吾 | 石井久美                                                   |
| 第二衝突      |          | 混亂     | 高橋奈津子   | 柴田勝紀                  | 平田豐   | 渡邊亞彩美                                                 |
| 第三衝突      |          | 約定     | 伊神貴世     | 後藤圭二                  | 後藤圭二 | 中村深雪                                                   |
| 第四衝突      |          | 嫉妒     | 渡邊大輔     | 日卷裕二                  | 日卷裕二 | 岡田豐廣                                                   |
| 第五衝突      |          | 浸水     | 大野木寬     | 金子伸吾                  | 三上喜子 | 遠藤大輔、佐佐木睦美                                       |
| 第六衝突      |          | 照片     | ハラダサヤカ | ユキヒロマツシタ          | 飯田薰久 | 渡邊亞彩美、三浦かおる 林奈緒子                            |
| 第七衝突      |          | 極限     | 渡邊大輔     | 佐藤雄三                  | 小柴純彌 | 相澤伽月、大和田彩乃                                       |
| 第八衝突      |          | 惡夢     | 渡邊大輔     | 酒井和男                  | 藤本次朗 | 神本兼利、落合瞳                                           |
| 第九衝突      |          | 夢幻     | 高橋奈津子   | 橘正紀                    | 日卷裕二 | 岡田豐廣、中村深雪                                         |
| 第十衝突      |          | 彼岸     | 渡邊大輔     | 平田豐                    | 平田豐   | 谷川亮介、牧內桃子 三浦かおる、林奈緒子 本多美雪、奧野浩行 |
| 第十一衝突    |          | 愛憎     | ハラダサヤカ | 三上喜子                  | 三上喜子 | 田中織枝                                                   |
| 第十二衝突    |          | 戀愛     | 高橋奈津子   | ユキヒロマツシタ 金子伸吾 | 金子伸吾 | 石井久美、川上暢彥 谷川亮介                                |
| 第十二.五衝突 |          | 渴望     | ハラダサヤカ | 三上喜子                  | 三上喜子 | 田中織枝                                                   |
| OVA           |          |          |              |                           |          |                                                            |
| 第1集         |          |          |              | 松本淳                    | 松本淳   | 石井久美                                                   |
| 第2集         |          |          | 渡邉大輔     | 黒澤雅之                  | 平田豊   | 渡邉亜彩美                                                 |

### 播放電視台
日本深夜動畫：下文記載的日本国内播放時間使用日本標準時間（UTC+9）表示。因為部分時間标识會採用30小时制，因此請留意这类超过24:00的时间，其實際播放時間為翌日清晨。
| 播放地區 | 播放電視台     | 播放日期              | 播放時間（UTC+9）   | 所屬聯播網 | 備註                           |
| -------- | -------------- | --------------------- | ------------------- | ---------- | ------------------------------ |
| 日本全國 | AT-X           | 2013年7月2日－9月17日 | 星期二 19:30－20:00 | 衛星電視   | 有重播                         |
| 東京都   | TOKYO MX       | 2013年7月2日－9月17日 | 星期二 24:30－25:00 | 獨立UHF局  |                                |
| 兵庫縣   | SUN電視台      | 2013年7月2日－9月17日 | 星期二 24:30－25:00 | 獨立UHF局  |                                |
| 京都府   | KBS京都        | 2013年7月2日－9月17日 | 星期二 25:00－25:30 | 獨立UHF局  |                                |
| 神奈川縣 | 神奈川電視台   | 2013年7月2日－9月17日 | 星期二 25:30－26:00 | 獨立UHF局  |                                |
| 愛知縣   | 愛知電視台     | 2013年7月2日－9月17日 | 星期二 25:35－26:05 | 東京電視網 |                                |
| 日本全國 | BS11           | 2013年7月3日－9月18日 | 星期三 24:00－24:30 | 衛星電視   | ANIME+節目                     |
| 日本全國 | BANDAI CHANNEL | 2013年7月4日－9月19日 | 星期四 12:00 更新   | 網路電視   | 付費會員配信後 2週間可免費收看 |
| 日本全國 | NICONICO直播   | 2013年7月4日－9月19日 | 星期四 22:00－22:30 | 網路電視   |                                |
| 日本全國 | NICONICO頻道   | 2013年7月4日－9月19日 | 星期四 22:30 更新   | 網路電視   |                                |

| 播放地區 | 播放電視台 | 播放日期               | 當地播放時間            | 所屬聯播網  | 備註       |
| -------- | ---------- | ---------------------- | ----------------------- | ----------- | ---------- |
| 臺灣     | Animax     | 2014年6月1日－6月12日  | 每日22:30－23:00        | 有線電視    | 有重播時段 |
| 臺灣     | Animax HD  | 2015年3月21日－4月1日  | 每天20:30－21:00        | 中華電信MOD |            |
| 香港     | Animax     | 2014年7月16日－7月31日 | 星期一至五 22:00－22:30 |             |            |

### Blu-ray／DVD

#### 电视动画
| 卷數 | 發售日         | 收錄話          | 規格編號  | 規格編號  |
| 卷數 | 發售日         | 收錄話          | BD限定版  | DVD限定版 |
| ---- | -------------- | --------------- | --------- | --------- |
| 1    | 2013年8月21日  | 第1話           | GNXA-1571 | GNBA-2161 |
| 2    | 2013年9月20日  | 第2話 - 第3話   | GNXA-1572 | GNBA-2162 |
| 3    | 2013年10月23日 | 第4話 - 第5話   | GNXA-1573 | GNBA-2163 |
| 4    | 2013年11月27日 | 第6話 - 第7話   | GNXA-1574 | GNBA-2164 |
| 5    | 2013年12月25日 | 第8話 - 第9話   | GNXA-1575 | GNBA-2165 |
| 6    | 2014年1月29日  | 第10話 - 第11話 | GNXA-1576 | GNBA-2166 |
| 7    | 2014年2月26日  | 第12話          | GNXA-1577 | GNBA-2167 |

#### OVA
| 巻数 | 发行日期       | 收录话数 | 规格编号  | 规格编号  | 规格编号  | 规格编号  |
| 巻数 | 发行日期       | 收录话数 | BD豪華版  | BD通常版  | DVD豪華版 | DVD通常版 |
| ---- | -------------- | -------- | --------- | --------- | --------- | --------- |
| 1    | 2014年12月19日 | 第1話    | GNXA-1701 | GNXA-1711 | GNBA-2311 | GNBA-2321 |
| 2    | 2015年2月11日  | 第2話    | GNXA-1702 | GNXA-1712 | GNBA-2312 | GNBA-2322 |

## 關連CD
| CD數        | 發售日         | 日語標題                                              | 發售元               | 規格編號   |
| 戲劇CD      | 戲劇CD         | 戲劇CD                                                | 戲劇CD               | 戲劇CD     |
| ----------- | -------------- | ----------------------------------------------------- | -------------------- | ---------- |
| 1           | 2011年11月22日 | ドラマCD BROTHERS CONFLICT 存在の不確かな神サマだから | ASCII Media Works    | MNCA-9050  |
| 2           | 2012年2月22日  | ドラマCD BROTHERS CONFLICT 兄弟（ぼく）らのにちじょう | Marine ENTERTAINMENT | MMCC-4312  |
| 3           | 2012年8月22日  | ドラマCD BROTHERS CONFLICT 兄弟（おれ）たちの日常     | Marine ENTERTAINMENT | MMCC-4313  |
| 4           | 2012年10月22日 | ドラマCD BROTHERS CONFLICT 13Bros.MTG                 | ASCII Media Works    | MNCA-9055  |
| 角色CD      |                |                                                       |                      |            |
| 1           | 2011年9月22日  | BROTHERS CONFLICT キャラクターCD 1 WITH 椿&弥         | Marine ENTERTAINMENT | MMCC-4294  |
| 2           | 2011年11月23日 | BROTHERS CONFLICT キャラクターCD 2 WITH 昴&雅臣       | Marine ENTERTAINMENT | MMCC-4295  |
| 3           | 2011年12月21日 | BROTHERS CONFLICT キャラクターCD 3 WITH 侑介&祈織     | Marine ENTERTAINMENT | MMCC-4296  |
| 4           | 2012年1月25日  | BROTHERS CONFLICT キャラクターCD 4 WITH 要&風斗       | Marine ENTERTAINMENT | MMCC-4297  |
| 5           | 2012年3月21日  | BROTHERS CONFLICT キャラクターCD 5 WITH 棗&梓         | Marine ENTERTAINMENT | MMCC-4298  |
| 6           | 2012年4月25日  | BROTHERS CONFLICT キャラクターCD 6 WITH 光&右京       | Marine ENTERTAINMENT | MMCC-4299  |
| 7           | 2012年6月20日  | BROTHERS CONFLICT キャラクターCD 7 WITH 琉生&ジュリ   | Marine ENTERTAINMENT | MMCC-4300  |
| Maxi Single |                |                                                       |                      |            |
| 1           | 2012年4月25日  | AFFECTIONS／SUNRISE DAYS                              | SMD itaku            | KDSD-00551 |

## 外部連結
- （日語）BROTHERS CONFLICT 公式網站（页面存档备份，存于） - ASCII Media Works
- （日語）PSP遊戲「BROTHERS CONFLICT」公式網站（页面存档备份，存于）
- （日語）TV動畫「BROTHERS CONFLICT」公式網站（页面存档备份，存于）
- （日語）TV動畫「ブラコン」公式的X（前Twitter）
- （简体中文）爱奇艺独播专区

| Animax 星期一至日 22:30－23:00 節目 | Animax 星期一至日 22:30－23:00 節目 | Animax 星期一至日 22:30－23:00 節目 |
| ----------------------------------- | ----------------------------------- | ----------------------------------- |
|                                     | 兄弟鬥爭 （2014年6月1日－6月12日）  |                                     |
| 犬夜叉完結篇 重播                   | 宇宙浪子 重播                       |                                     |

| Animax 星期一至五 22:00－22:30 節目 | Animax 星期一至五 22:00－22:30 節目      | Animax 星期一至五 22:00－22:30 節目 |
| ----------------------------------- | ---------------------------------------- | ----------------------------------- |
|                                     | 兄弟戰爭 （2014年7月16日－7月31日）      |                                     |
| 藍龍－天界的七龍                    | 革命機Valvrave                           |                                     |
| Animax 星期一至五 22:30－23:00 節目 |                                          |                                     |
| 驚爆遊戲 重播                       | 兄弟戰爭 重播 （2015年1月30日－2月16日） | 聖靈家族 重播                       |

| Animax HD 星期一至日 20:30－21:00 節目 | Animax HD 星期一至日 20:30－21:00 節目   | Animax HD 星期一至日 20:30－21:00 節目 |
| -------------------------------------- | ---------------------------------------- | -------------------------------------- |
|                                        | 兄弟鬥爭 （2015年3月21日－4月1日）       |                                        |
| 噬血狂襲                               | —                                        |                                        |
| Animax HD 星期一至日 15:30－16:00 節目 |                                          |                                        |
| 聖靈家族                               | 兄弟鬥爭 重播 （2016年2月29日－3月11日） | 少年好萊塢 -HOLLY STAGE FOR 49-        |

1. ↑  . TVアニメ『BROTHERS CONFLICT(ブラザーズ コンフリクト)』 公式サイト-.   [2021-10-16]. （原始内容存档于2021-10-16）.
2. ↑  . TVアニメ『BROTHERS CONFLICT(ブラザーズ コンフリクト)』 公式サイト-.   [2021-10-16]. （原始内容存档于2022-06-17）.
3. ↑  台灣Animax臉書，2017/1/3閱覽。